# TIROS 5
TIROS 5 (ang. Television Infrared Observational Satellite) – amerykański satelita meteorologiczny. Przesłał 58 226 zdjęć pokrywy chmur, z czego 49 236 było użytecznych dla meteorologów. Wówczas były to najlepsze zdjęcia otrzymane przez serię satelitów TIROS. Zdjęcia te pozwoliły rozesłać 396 ostrzeżeń o silnych zaburzeniach atmosferycznych do licznych krajów (między innymi informacje o dwóch huraganach i czterech tajfunach). Po raz pierwszy w historii meteorolodzy zaobserwowali formowanie się chmur o kształtach przypominających płatki śniegu, tzw. radialnych.
Z powodu usterki lub pomyłki w naziemnym sterowaniu członem Delta, satelita osiągnął orbitę eliptyczną, zamiast kołowej.

## Opis misji

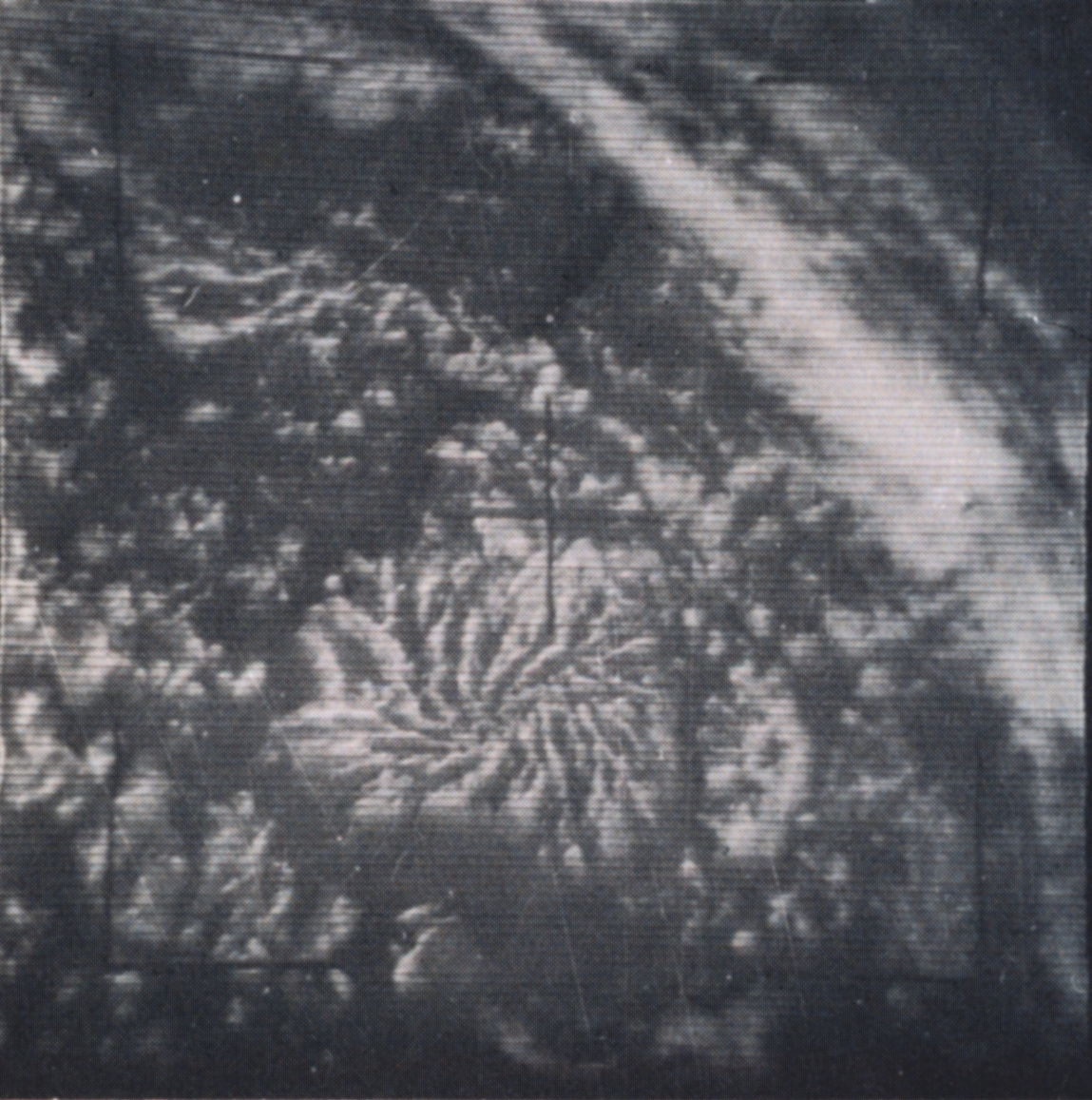
Chmura radialna zaobserwowana przez TIROS-a 5

Satelitą zarządzało US Weather Bureau (dzisiejsza National Oceanic and Atmospheric Administration). Większe nachylenie orbity (58°, a dla poprzednich misji 48°) rozszerzyło zasięg obserwacji kamer do 65° szerokości geograficznej północnej i południowej. Kamera średniokątna (80°) przestała działać 17 dni po starcie. Mimo to statek funkcjonował normalnie do 14 maja 1963, kiedy to został wyłączony z powodu usterki w elektronice sterującej migawką drugiej kamery. Wyłączenie nastąpiło przy 4580 okrążeniu Ziemi.
Statek cały czas pozostaje na orbicie, której żywotność szacuje się na 100 lat.

## Budowa i działanie
Statek został opracowany przez Goddard Space Flight Center, część NASA, oraz firmy Radio Corporation of America (RCA) i Astro Electronic Division (dzisiejszy Lockheed Martin). Szkielet satelity wykonano z aluminium i stali nierdzewnej. Ściana boczna miała kształt osiemnastościanu. Pokrycie statku stanowiło ponad 9260 ogniw słonecznych, każde o wymiarach 1×2 cm. Gromadziły energię w 21 akumulatorach niklowo-kadmowych.
Na obwodzie spodu statku zamontowano pięć stałopędnych silniczków nadających satelicie ruch obrotowy o prędkości od 8 do 12 obrotów na minutę. Oś obrotu statku mogła być kontrolowana z dokładnością 1, 2 stopni. Służył do tego magnetyczny system kontroli położenia. Jego układem wykonawczym było 250 przewodów owijających statek po obwodzie. Konieczny dla kontroli pozycji moment obrotowy wytwarzała interakcja ziemskiego pola magnetycznego z polem magnetycznym (prądem) zaindukowanym w statku. Nowym elementem był podczerwony czujnik horyzontu.
Do łączności z Ziemią używano pojedynczej anteny monopolowej. Umieszczona była na szczycie statku. Dwie anteny dipolowe (4 pręty wystające ze spodu statku) służyły do nadawania telemetrii (częstotliwość 235 MHz; moc 2 W). Kamery wyzwalały się automatycznie po wejściu Ziemi w pole widzenia. Zdjęcia były przesyłane bezpośrednio na Ziemię lub nagrywane na rejestratorze, mieszczącym do 32 obrazów. Nadawanie sekwencji 32 obrazów trwało 100 sekund. Odbywało się przez 3 W nadajnik FM, na częstotliwości 237 MHz.

## Ładunek

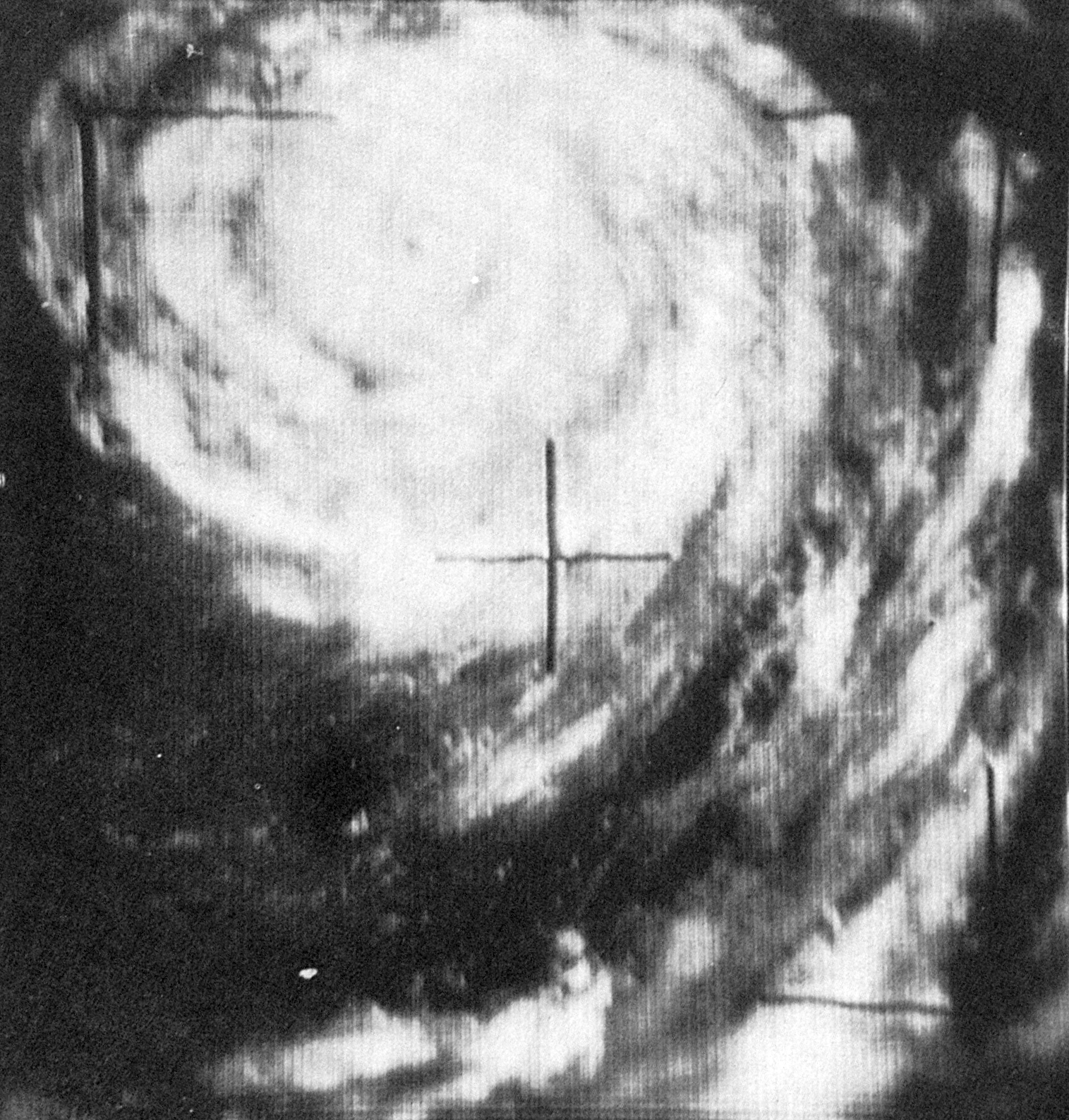
Tajfun „Ruth” sfotografowany 18 sierpnia 1962 przez TIROS-a 5. Tajfun wiał z prędkością ok. 230 km/h

- System telewizyjny TIROSA 5 był projektowany do uzyskania użytecznych obrazów meteorologicznych oraz do dalszych testów związanych z uzyskiwaniem satelitarnych zdjęć pokrywy chmur. Składał się on z dwóch niezależnych zestawów kamer telewizyjnych typu Vidicon 127 mm z nowymi soczewkami dającymi mniej zniekształcony obraz (jedna z obiektywem szerokokątnym 104°, druga z obiektywem 80°), magnetycznych rejestratorów taśmowych (o pojemności 32 zdjęć), i nadajników sygnału TV (3 W mocy, częstotliwość pracy 237 MHz). Obraz z kamer miał rozdzielczość 500 linii. Zamontowane były na spodzie statku. Ich osie optyczne były równoległe do osi obrotu statku, która leżała w płaszczyźnie orbity satelity. Obrazy były wysyłane do jednej z dwóch stacji naziemnych lub gromadzone na taśmie magnetycznej w celu późniejszego odtworzenia. Nadanie 32 zdjęć przez satelitę zabierało 100 sekund. Z wysokości 700 km jedno zdjęcie pokrywało obszar 1200 × 1200 km, z rozdzielczością 2,5 – 3 km (w nadirze). Kamera średniokątna pokrywała obszar 725 × 725 km, z rozdzielczością ok. 2 km (w nadirze). System mógł wykonywać dzienne zdjęcia pokrywy chmur, między 55° S a 55° N szerokości geograficznej
- Wskaźnik kierunku północnego

Prócz systemu telewizyjnego, TIROS 5 przenosił również instrumenty (trzy czujniki promieniowania), które wyniosła poprzednia misja, TIROS 4. Czujniki te zostały jednak wyłączone przed startem ponieważ nie przeszły testów przedstartowych.